# Jan Almlöf
Jan Erik Almlöf, född 1 april 1945 i Malung, död 16 januari 1996 i Minneapolis, var en svensk teoretisk kemist verksam i Norge och USA.
Almlöf studerade vätebindningar, både teoretiskt och experimentellt, vid Uppsala universitet. Sin doktorsavhandling baserade han på kvantmekaniska beräkningar utförda med egenutvecklade datorprogram. Detta arbete fortsatte han vid Universitetet i Oslo, där han var verksam som docent från 1975. Vid detta lärosäte hade teoretisk kemi tidigare kopplats till elektrondiffraktion, men Almlöf fick så småningom en stor grupp studenter som anammade de av honom utvecklade metoderna samtidigt som de fick tillgång till nya, starkare datorer. På detta sätt revolutionerade Almlöf både forskningen och undervisningen i teoretisk kemi vid universitetet.
År 1985 blev Almlöf professor i kemi vid Minnesota Supercomputing Institute vid University of Minnesota i Minneapolis. Han fortsatte att vårda kontakterna med sina norska och svenska kollegor under tiden då han utvecklade ämnet vidare, en insats som gav honom internationell uppmärksamhet och till slut renderade honom Schrödingermedaljen.